# V-Rally 2
V-Rally 2 — відеогра з серії Need For Speed на тему ралі, розроблена Eden Studios і видана Electronic Arts з Infogrames. Спочатку гра вийшла для PlayStation в 1999 році, в 2000 — для ПК та Sega Dreamcast. Інша назва Need for Speed: V-Rally 2. На відміну від інших ігор серії, цю гру розробляли не Electronic Arts, а Eden Studios.

## Автомобілі в грі
V-Rally 2 включає в себе 16 офіційно ліцензованих автомобілів класу ралі і 10 бонусних автомобілів.
World Rally Cars
- Peugeot 206 — A8
- Hyundai Coupe — A8
- Mitsubishi Lancer Evolution VI — A8
- Toyota Corolla — A8
- Subaru Impreza WRX — A8
- Ford Focus — A8
- SEAT Córdoba — A8
- Skoda Octavia[4] — A8
- Peugeot 306 — A7
- Citroen Xsara — A7
- SEAT Ibiza — A7
- Renault Megane — A7
- Opel Astra — A7
- Citroen Saxo — A6
- Peugeot 106 — A6
- Nissan March — A5

1.6L
- Citroen Saxo
- Peugeot 106
- Nissan Micra[4]

2.0L 
- Peugeot 306
- Citroen Xsara
- SEAT Ibiza
- Renault Megane
- Vauxhall Astra[4]

Бонусные автомобили
- Ford Escort
- Lancia Stratos
- Renault Gordini
- Audi Quattro
- Peugeot 205
- Renault 5 Turbo 2
- Fiat 131 Abarth
- Toyota Celica GT4
- Renault Alpine
- Peugeot 405 T16[4]

## Країни
- Австралія
- Аргентина
- Фінляндія
- Іспанія
- Велика Британія
- Швеція
- Монако (Монте-Карло)
- Португалія
- Нова Зеландія
- Італія
- Індонезія
- Франція (Корсика)